# Асен Спиридонов
Асен Спиридонов е български спортен коментатор. От 1 декември 2017 е шеф на Евроспорт България, когато заменя Евгени Ставрев. Коментира основно снукър, плуване, лека атлетика, ски бягане и понякога северна комбинация и биатлон, по-рядко и ски алпийски дисциплини. Преди е коментирал и футбол.

## Кариера
През 1988 г. печели конкурс за работа във вестник "Народен спорт" - отдел "Водни и зимни спортове". От 1994 до 2000 работи във вестник "Демокрация".
От 2000 г. коментира в БНТ, а през 2004 г. преминава в Евроспорт.